# Джовани Паизиело
Вижте пояснителната страница за други личности с името Джовани.
Джовани Паизиело (на италиански: Giovanni Paisiello) е италиански композитор, един от най-видните представители на италианската опера-буфа от 18 век и на Неаполитанската школа. Той успява да опрости оперния стил, което му дава възможност да ускори развитие на сюжетното действие и да създаде блестящи оперни композиции. Създава 94 опери с леки мелодии и оживен стил, които се характеризират с реализъм и драматична сила. 

## Ранни години
Роден е на 9 май 1740 г. в град Таранто, Кралство Неапол. Баща му, който е предначертал бъдещето му като юрист, на 5-годишна възраст го записва в йезуитското училище в Таранто. Учителят му по музика дон Карло Преста убеждава бащата на Джовани да го изпрати да учи музика. Така през 1754 г. се озовава в консерваторията „Сан Онуфрий“ в Неапол. Един от преподавателите му тук е композиторът Франческо Дуранте. Прекарва в консерваторията 9 години в изучаване на църковна музика и композиране на псалми, мотети и оратории. В процеса на обучението постепенно достига до позицията помощник-преподавател по музика. През това време написва редица църковни и малки инструментални творби и няколко комични интермедии. Напуска консерваторията през 1763 г.

## Начало на кариерата
Една от интермедиите му е високо оценена и той е поканен да напише две опери за театъра в Болоня и една за този в Рим. Така създава оперите „La Pupilla“, „Il Mondo al Rovescio“ и „Il Marchese di Tulipano“. Репутацията му на добър композитор на опери бързо нараства и те са тези, които правят името му известно в цяла Италия. Установява се за няколко години в Неапол, където за творчески съперници има такива големи композитори като Доменико Чимароза, Николо Пичини и Пиетро Гулиелми, към чиито постижения е силно ревнив. Създава серия от изключително успешни опери, една от които е „Китайският идол“, поставена в Неапол през 1764 г. с голям успех и силно впечатлила обществеността. Операта става любима на лейди Хамилтън, по-късно известна като наложница на адмирал Нелсън. С това произведение започва да расте и голямата слава на композитора.
По-късно живее и работи в Болоня, Парма, Модена, Флоренция и Рим. С майсторството си и чудесното си чувство за хумор довежда до възторг публиката с цяла серия произведения, които с неизменен успех са представяни във всички по-големи градове на Италия. През 1772 г. започва да пише църковна музика и композира един реквием. През същата година се жени за Сесилия Палини, с която живее в разбирателство дълги години.
По негово настояване либретистът му Giambattista Lorenzi създава сюжети с все по-бързо действие, на което музиката му отговаря по съвършен начин. Оперите му са предимно комични, но написва и доста драматични творби на сериозни теми, спадащи към жанра опера серия. Ползва някои либрета от виенския дворцов поет Пиетро Метастазио, между които е и това на операта „Дон Кихот де Ла Манча“.

## Санкт Петербург
През 1776 г. по покана на Екатерина Велика заминава за Санкт Петербург и става един от поредицата италиански композитори на служба при императрицата. Заема длъжността капелмайстор, по-късно инспектор и накрая директор на двете италиански опери в града със заплата от 4000 рубли. Остава в Русия до 1783 г. и се превръща в любим композитор на Екатерина. За това време тенденцията към по-стегнато действие в оперите му се засилва, тъй като императрицата има изискването продукциите да продължават не повече от час и половина. Стремежът му е да създаде максимално разбираеми и привлекателни мелодии, по-цветна оркестрация и музиката му да съответства по възможно най-адекватния начин на бързо развиващото се на сцената действие.
При престоя си в Русия написва 8 и поставя 14 опери, между които е „Севилският бръснар“, създадена под влиянието на оперния подход на Кристоф Глук. Либретото е на Джузепе Петроселини по едноименната комедия на Бомарше. Премиерата е в Петербург през 1782 г., по време на официалната визита на американския морски офицер Джон Джоунс, герой от Войната за национална независимост. Джоунс му предлага да напише революционен химн за САЩ, но композиторът отказва. Идеята, която изказва по този повод е, че Америка се нуждае много повече от нови закони, отколкото от музика за националния химн.
„Севилският бръснар“ придобива такава популярност, че когато години по-късно Джоакино Росини се заема да напише опера на същата тема, това се приема от съвременниците му като много рискован ход. Въпреки това операта на Росини бележи такъв успех, че засенчва и измества тази на Паизиело, която остава забравена. Това се случва като своеобразен реванш, тъй като в миналото Паизиело се старае да засенчи славата на Джовани Батиста Перголези като пише по същото либрето, по което е написана „Слугинята-господарка“, най-известната опера на по-възрастния композитор. В Петербург Паизиело композира и някои камерно-инструментални творби, които се изпълняват на дворцовите концерти.

## Неапол
След посещението си в Русия работи за кратко във Виена, където по заповед на императора на Свещената Римска империя Йозеф II, написва 12 симфонии, както тогава се наричали оперните увертюри в Италия. Композира и операта „Крал Теодоро във Венеция“, чиято премиера е в Бургтеатър през август 1784 г. Неговата опера „Севилският бръснар“ е поставена в Неапол през 1783 г. и се превръща в един от стълбовете на неаполитанската комична оперна форма.
През 1784 г. се завръща в Неапол, където е назначен за капелмайстор в двореца на неаполитанския крал Фердинанд IV. Получава редовна и добра заплата срещу композициите си за нуждите на кралския двор. По време на своите 15 години като музикален директор там, той композира няколко от най-добрите си опери, включително комичните „Хубавата воденичарка“ (1788) и „Нина“ (1789). През 1875 г. създава „Антигон“ (Antigono, 1785), драматична опера серия, чието представяне става в театър „Сан Карло“ през януари.
Предполага се, че претърпява някакъв вид психическо разстройство и развитието му като музикант значително се забавя. Оттогава посвещава голяма част от творческата си енергия на композиране на религиозна музика. През 1796 г. е назначен за капелмайстор на катедралата в Неапол. По това време Паизиело е един от най-известните италиански композитори, чест, която споделя единствено с Чимароза.
В началото на 1799 г. Фердинанд е свален от трона и бяга заедно с двора си в Сицилия. Паизиело, любимецът на краля, не заминава с кралското семейство, когато революционните сили, подкрепени от френската армия, обявяват създаването на Неаполитанската република. Остава в града, точно както това прави и Чимароза. След провъзгласяването на свободен Неапол е назначен от новата власт за „Ръководител на националната музика на Неаполитанската република“. Пет месеца по-късно кралят събира армия и си връща Неапол. След възстановяването на монархията Паизиело изпада в немилост и е уволнен, въпреки че настоява, че не е желал поста, даден му от републиканското правителство. През 1801 г. е реабилитиран заедно с повечето участници в революцията.

## Париж
След много превратности, резултат от политически и династични промени, през 1802 г. Паизиело е поканен в Париж от Наполеон Бонапарт, като ръководител на императорската капела. Заслужил е уважението и възхищението на императора 5 години по-рано, когато композира един марш за погребението на френския генерал Луи Лазар Хош (Lazare Hoche).
Тук в продължение на повече от една година се ползва от големите симпатии и покровителството на императора, който го фаворитизира за сметка на други добри композитори като Луиджи Керубини и Етиен Никола Меюл. Самият Паизиело сега прехвърля негативните си чувства от Чимароза и Пичини към двамата композитори. На тази длъжност получава много щедро възнаграждение, което възбужда ревността на останалите придворни музиканти. Заплащането му възлиза на 10 000 франка плюс допълнително 4800 за заплащане на наетото от него жилище. Освен това на коронацията на Бонапарт като император през 1804 г. звучи музика от Паизиело.
В Париж написва няколко опери, като през 1803 г. дори опитва да композира сериозната опера „Прозерпина“ по либрето на френски език. Операта обаче няма никакъв успех, което кара композитора да се разочарова и да падне духом. Макар и трудно, убеждава Наполеон да го пусне да се върне в Родината си, позовавайки се на заболяване на съпругата си. След известни разправии Паизиело получава френска пенсия за двете си години работа в Париж.

## Отново в Неапол
Така през 1803 г. се връща в Неапол. През 1806 г. Жозеф Бонапарт, братът на Наполеон, сваля Филип от трона и става крал на Неапол и Сицилия. Паизиело веднага е назначен на старата си длъжност и му е отпусната щедра пенсия. Остава на нея първо при Бонапарт до 1808 г., а след това и при Йоаким Мурат до 1815 г. Без съмнение той е най-привилегированият музикант в Неапол на своето време, който се наслаждава на благоволението на монарха и неговите приближени. Между 1807 и 1813 г. оглавява като директор и Държавния музикален колеж в града. Неговите способности обаче са подложени на изпитание, тъй като вече не е в състояние на отговаря на променените с времето изисквания, нито да откликва адекватно на новите идеи. По силата на обстоятелствата влиянието на фамилията Бонапарт загубва силата си, а заедно с нея губи привилегиите си и Паизиело.
Написва оратории по темите Сузана и зачатието на Дева Мария по творбата на Метастазио „Страстите на Исус Христос“. През 1814 г. пише меса за църквата на Луи XVIII, която следва по-ранните му меси за Наполеон.

## Последни години
През 1815 г. Неаполитанското кралство се срива, Фердинанд IV отново завзема властта и Паизиело е уволнен от всички длъжности, които заема, освен от тази в катедралата. Възстановената френска монархия отказва да плаща пенсиите на композитора, отпуснати му от Наполеон и брат му. През същата година Росини пише своята версия на „Севилският бръснар“, едноименната опера на Паизиело се поставя на сцена съвсем епизодично, а самият композитор е игнориран и почти забравен.
Смъртта на съпругата му през 1815 г. силно го наранява и обезсърчава. Здравето му бързо се влошава, а ревността към популярността на младите и по-успешни композитори представлява сериозна тревога и предизвиква отрицателни усещания у него. Умира на 76-годишна възраст на 5 юни 1816 г. в Неапол, една година след смъртта на жена си.

## Творчество и влияние
В музиката на Паизиело се наблюдават типичните черти на ранния класицизъм. Тя се отличава с простота на хармонията, изящество на формата и пластичност и яснота на мелодиите. Музикалното наследство на Паизиело е огромно. Остава много меси, кантати, мотети, реквиеми, инструментална музика, дивертименти, симфонии, соната за клавесин и цигулка и други. Написва 12 симфонии, 6 концерта за пиано, концерт за арфа, 12 клавирни квартета, 12 струнни квартета, 51 инструментални композиции, соната за арфа, цигулка и виолончело и други. Църковната музика е представена от 2 реквиема, 3 големи меси с оркестър, 30 меси за четири гласа, „Te Deum“ за двоен хор, „Мизерере“ за 5 гласа, една оратория и редица други.
Най-голямо значение за славата му обаче имат 94-те опери, които създава. Голямата част от тях са представители на комичната опера-буфа. Характеризират се с бързото и стремително развитие на действието и живи, съдържателни ансамбли. Той майсторски владее както спокойния лиризъм, така и разнообразните комедийни похвати. Най-известната му ария е „Nel cor più“ от операта „Хубавата воденичарка“. По-късно върху нея Бетовен пише прекрасни вариации. През 20 век „Севилският бръснар“ и „Хубавата воденичарка“ са поставени отново на сцена. Издадени са и няколко от неговите концерта за пиано, струнни квартети и клавирни произведения.
Произведенията му оказват сериозно влияние върху младия Моцарт и неговото оперно творчество. Моцарт чува операта му „Крал Теодоро във Венеция" през 1784 г. във Виена и я оценява високо. Скоро след премиерата на „Севилският бръснар“, през 1786 г. той написва нейното продължение под заглавието „Сватбата на Фигаро". През 1787 г. създава операта „Дон Жуан“, където се забелязват ясни следи от влиянието на Паизиело.
Паизиело е автор и на няколко теоретични труда. Ръкописите на много от неговите опери са предоставени от италианския контрабасист и композитор Доменико Драгонети на библиотеката на Британския музей. Библиотеката на неаполитанската църква „Gerolamini“ притежава интересна компилация от ръкописи със записани силно критични становища на Паизиело за съвременните му композитори и най-вече на работите на Перголези.

## Любопитни факти
- Италианският филм от 1930 г. за живота на Росини включва и първото изпълнение на неговата опера „Севилският бръснар“. Спектакълът се превръща в катастрофа заради бурните реакции на тази част от публиката, която остава вярна на Паизиело. Този факт е исторически доказан. Неаполитанци са ревниво привързани към творбата на съгражданина си и никак не харесват идеята на младия северняк. Във филма Паизиело се извинява на Росини за поведението на обществото. Няма обаче никакви доказателства, че епизодът с извинението някога се е състоял.[11]
- Театърът в град Лече носи името на Паизиело.[11]

## Някои опери и премиерите им[1][10]
1764 – „Китайският идол“ (L'idolo cinese) – Неапол

1764 – „La moglie in calzoni“ – Модена

1764 – „I francesi brillanti“ – Болоня

1764 – „Il ciarlone“ – Болоня

1765 – „Madama l'umorista, o Gli stravaganti“ – Модена

1765 – „La mascherata delle nozze di Bacco e d'Arianna“ – Модена

1765 – „L'amore in ballo“ – Венеция

1765 – „I bagni d'Abano“ – Парма

1765 – „Il negligente“ – Парма

1765 – „Le virtuose ridicole“ – Парма

1766 – „Le nozze disturbate“ – Венеция

1766 – „Le finte contesse“ – Рим

1766 – „La vedova di bel genio“ – Неапол

1767 – „Le 'mbroglie de le Bajasse“ – Неапол

1767 – „Lucio Papirio dittatore“ – Неапол

1767 – „Il furbo malaccorto“ – Неапол

1768 – „Alceste in Ebuda, ovvero Olimpia“ – Неапол

1768 – „Le nozze di Peleo e Tetide“ – Неапол

1768 – „La luna abitata“ – Неапол

1768 – „La finta maga per vendetta“ – Неапол

1768 – „L'osteria di Marechiaro“ – Неапол

1769 – „La serva fatta padrona“ (втора версия на „Le 'mbroglie de le Bajasse“) – Неапол

1769 – „Дон Кихот де Ла Манча“ (Don Chisciotte della Mancia) – Неапол

1769 – „L'arabo cortese“ – Неапол

1770 – „La Claudia vendicata“ (допълнена като трето действие на „L'osteria di Marechiaro“) – Неапол

1770 – „La Zelmira, o sia La marina del Granatello“ – Неапол

1770 – „Le trame per amore“ – Неапол

1771 – „Деметрио“ (Demetrio) – Модена

1771 – „Артаксеркс“ (Artaserse) – Модена

1771 – „Annibale in Torino“ – Торино

1771 – „La somiglianza de' nomi“ – Неапол

1771 – „I scherzi d'amore e di fortuna“ – Неапол

1772 – „Semiramide in villa“ – Рим

1772 – „Монтесума“ (Motezuma) – Рим

1772 – „La Dardanè“ – Неапол

1772 – „Gli amante comici“ – Неапол

1773 – „Don Anchise Campanone“ – Венеция

1773 – „L'innocente fortunata“ – Венеция

1773 – „Sismano nel Mogol“ – Милано

1773 – „Il tamburo“ – Неапол

1773 – „La semplice fortunata“ – Неапол

1773 – „Alessandro nell'Indie“ – Модена

1774 – „Андромеда“ (Andromeda) – Милано

1774 – „Il credulo deluso4 – Неапол

1774 – „Дуелът“ (Il duello) – Неапол

1774 – „La frascatana“ – Венеция

1774 – „Il divertimento dei numi“ – Неапол 

1775 – „Socrate immaginario“ – Неапол

1775 – „Demofoonte“ – Венеция

1775 – „La discordia fortunata“ – Венеция

1775 – „L'amor ingegnoso“ – Падуа

1775 – „Le astuzie amorose“ – Неапол

1775 – „Socrate immaginario“ – Неапол

1775 – „Il gran Cid“ – Флоренция

1776 – „Le due contesse“ – Рим

1776 – „La disfatta di Dario“ – Рим

1776 – „Dal finto il vero“ – Неапол

1776 – „Il finto spettro“ – Манхайм

1777 – „Nitteti“ – Санкт Петербург

1777 – „Лучинда и Армидор“ (Lucinda e Armidoro) – Санкт Петербург

1778 – „Ахил в Скирос“ (Achille in Sciro) – Санкт Петербург

1778 – „Lo sposo burlato“ – Санкт Петербург

1779 – „Gli astrologi immaginari“ – Санкт Петербург

1779 – „Il matrimonio inaspettato“ – Каменния остров

1779 – „Лъжливите философи“ (Gli astrologi immaginari) – Санкт Петербург

1779 – „Неочаквана сватба“ (Il matrimonio inaspettato) – Каменния остров

1780 – „La finta amante“ – Могильов

1780 – „Херкулес на кръстопът“ (Alcide al bivio) – Санкт Петербург

1781 – „Слугинята господарка“ (La serva padrona) – Царское село

1782 – „Il mondo della luna“ – Каменния остров

1782 – „Смешният дуел“ (Il duello comico) – Царское село

1782 – „Севилският бръснар“ (Il barbiere di Siviglia, ovvero La precauzione inutile) – Санкт Петербург

1784 – „Крал Теодоро във Венеция“ (Il re Teodoro in Venezia) – Виена

1785 – „La grotta di Trofonio“ – Неапол

1785 – „Антигоно“ (Antigono) – Неапол

1785 – „L'amor ingegnoso, o sia La giovane scaltra“ – Падуа

1785 – „La grotta di Trofonio“ – Неапол

1786 – „Олимпиада“ (Olimpiade) – Неапол

1786 – „Le gare generose“ – Неапол

1787 – „Pirro“ – Неапол

1787 – „La modista raggiratrice“ – Неапол

1787 – „Il barbiere di Siviglia, ovvero La precauzione inutile“ – Неапол

1787 – „Giunone e Lucina“ – Неапол

1787 – „La modista raggiratrice“ – Неапол

1788 – „Федра“ (Fedra) – Неапол

1789 – „L'amor contrastato“ или „L'amor contrastato o sia La molinarella“ – Неапол

1789 – „Catone in Utica“ – Неапол

1789 – „I zingari in fiera“ – Неапол

1789 – „Нина“ („Nina“ или „Nina o sia La pazza per amore“) – Касерта

1790 – „Le vane gelosie“ – Неапол

1790 – „Zenobia in Palmira“ – Неапол

1790 – „Хубавата воденичарка“ (La molinara) – Виена

1791 – „Ipermestra“ – Падуа

1791 – „La locanda“ – Лондон

1792 – „I giuochi d'Agrigento“ – Венеция

1792 – „Il fanatico in Berlina“ – Неапол

1792 – „Il ritorno d'Idomeneo in Creta“ – Перуджа

1792 – „Елфрида“ (Elfrida) – Неапол

1794 – „Елвира“ (Elvira) – Неапол

1794 – „Didone abbandonata“ – Неапол

1797 – „Chi la dura la vince“ – Милано

1797 – „La Daunia felice“ – Фоджа

1797 – „Андромаха“ (Andromaca) – Неапол

1798 – „L'inganno felice“ – Неапол

1799 – „L'isola disabitata“ – Лисабон

1803 – „Прозерпина“ – Париж

1807 – „Елиза“ (Elisa) – Неапол

1808 – „I pittagorici“ – Неапол